# Treffendel
Treffendel, auf Bretonisch „Trevendel“, ist eine französische Gemeinde mit 1.327 Einwohnern (Stand: 1. Januar 2022) im Département Ille-et-Vilaine in der Region Bretagne. Sie gehört zum Arrondissement Rennes und zum Kanton Montfort-sur-Meu. Die Bewohner nennen sich Treffendelois und Treffendeloise.

## Geografie, Infrastruktur
Die Gemeinde Treffendel liegt etwa 25 Kilometer westsüdwestlich von Rennes. Sie wird im Norden vom Fluss Serein abgegrenzt, der hier in seinem Verlauf die kleinen Stauseen Étang du Gué Charet und Étang de l’Etunel bildet. Am gegenüberliegenden Ufer befindet sich die Gemeinde Maxent. Die weiteren Nachbargemeinden sind Monterfil im Norden, Saint-Thurial im Osten, Plélan-le-Grand im Westen und Saint-Péran im Nordwesten. Die autobahnartig ausgebaute Route nationale 24 führt durch Treffendel.

## Bevölkerungsentwicklung
| Jahr                       | 1962 | 1968 | 1975 | 1982 | 1990 | 1999 | 2028 | 2013 | 2020 |
| Einwohner                  | 599  | 563  | 577  | 550  | 623  | 768  | 1252 | 1283 | 1314 |
| Quellen: Cassini und INSEE |      |      |      |      |      |      |      |      |      |

## Sehenswürdigkeiten
- Neugotische Pfarrkirche Saint-Malo, errichtet zwischen 1865 und 1872

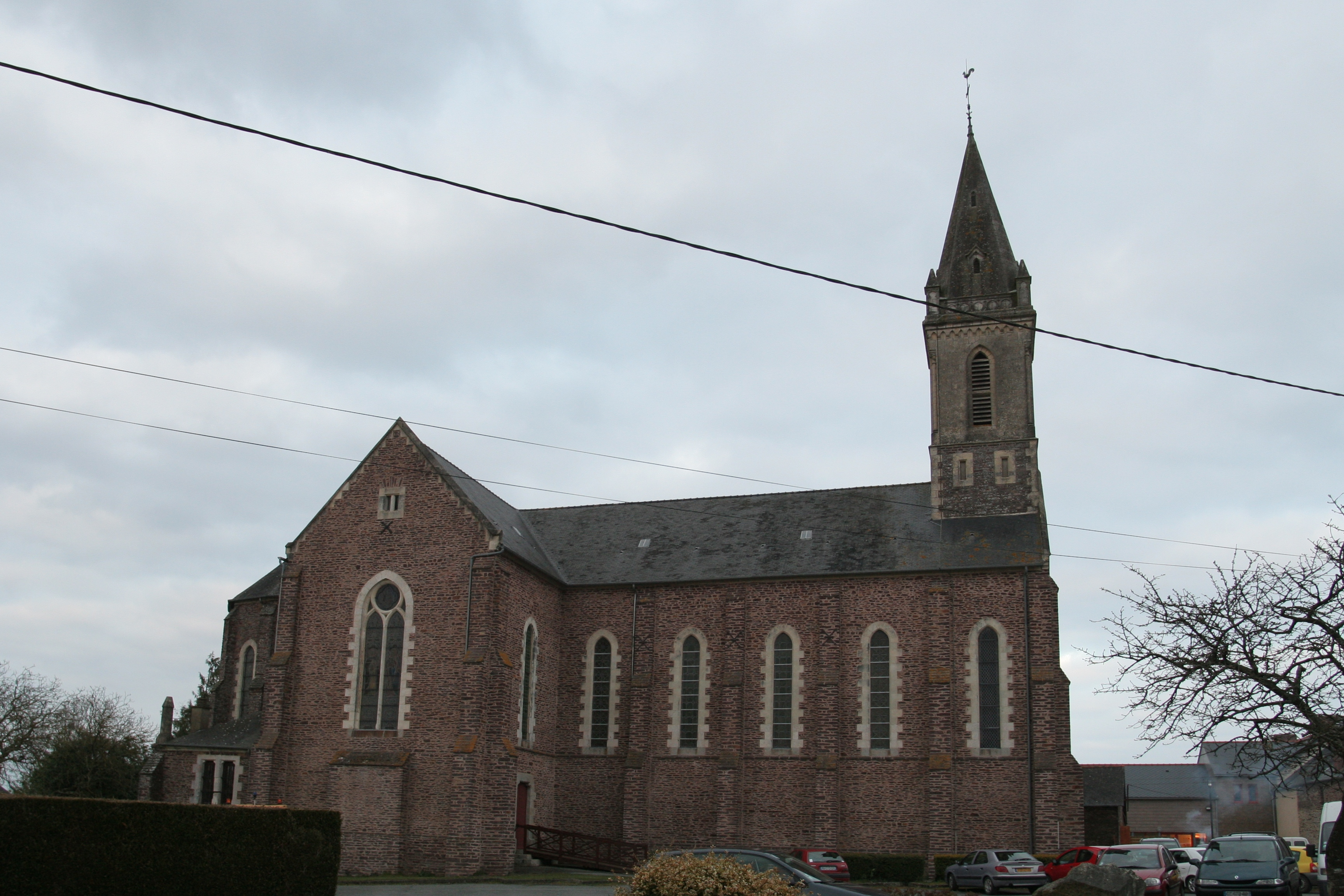
Kirche Saint-Malo